# Souk System
Albums de Gnawa Diffusion
Live DZ
(2002) Fucking Cowboys
(2007)
Souk System est le 5e album du groupe Gnawa Diffusion, sorti le 3 juin 2003.
Il sera suivi d'une tournée la même année dans plusieurs salle de concert en France.

## Titres
Toutes les chansons sont écrites et composées par Amazigh Kateb/Amar Chaoui/Abdel Aziz Maysour/Bonnet Phillipe/Abdennour Mohamed/Bonnet Pierre/Salah Meguiba/Pierre Feugier, sauf indication contraire.
| Album de 2003 | Album de 2003            | Album de 2003 | Album de 2003 | Album de 2003 | Album de 2003 | Album de 2003 | Album de 2003 | Album de 2003 | Album de 2003 |
| No            | Titre                    | Auteur        | Durée         |               |               |               |               |               |               |
| ------------- | ------------------------ | ------------- | ------------- | ------------- | ------------- | ------------- | ------------- | ------------- | ------------- |
| 1.            | Métropole                |               | 5:43          |               |               |               |               |               |               |
| 2.            | Deca-Dance               |               | 0:48          |               |               |               |               |               |               |
| 3.            | Itchak El Baz            |               | 4:15          |               |               |               |               |               |               |
| 4.            | Lalla Mira El Gnawia     |               | 3:10          |               |               |               |               |               |               |
| 5.            | El Hadia                 |               | 5:05          |               |               |               |               |               |               |
| 6.            | Charla-Town              |               | 4:56          |               |               |               |               |               |               |
| 7.            | Match Bettikh            |               | 5:08          |               |               |               |               |               |               |
| 8.            | Douga Douga              |               | 5:19          |               |               |               |               |               |               |
| 9.            | Baraket                  |               | 5:44          |               |               |               |               |               |               |
| 10.           | Ya Laymi                 |               | 5:49          |               |               |               |               |               |               |
| 11.           | Djelsa                   |               | 1:13          |               |               |               |               |               |               |
| 12.           | Tête À Tête Avec Baghdad |               | 5:48          |               |               |               |               |               |               |
| 13.           | Saki Baki                |               | 5:36          |               |               |               |               |               |               |
| 14.           | Guelb Ou Dem             |               | 6:35          |               |               |               |               |               |               |
| 62:29         |                          |               |               |               |               |               |               |               |               |

### liens externes
- sur  WorldCat
- sur Bnf Catalogue